# Fray Benito
Fray Benito es la segunda población en importancia del municipio Rafael Freyre, provincia de  Holguín, Cuba. Situada en los 21° 2' 19 de latitud Norte y los -76° 3' 25 de longitud Oeste y a 40 metros sobre el nivel del mar  (m s. n. m.). Población situada a sólo 7 kilómetros de Cayo Bariay, lugar por donde desembarcara Cristóbal Colón por vez primera en aguas cubanas el 12 de octubre de 1492 y que actualmente se un sitio de atracción turística. 

## Situación
| Noroeste: Jururú y Carenero | Norte: Bracito          | Noreste: Cayo Bariay              |
| Oeste: Lindero y Potrerillo |                         | Este: Juan Cantares y Santa Lucía |
| Suroeste La Ceiba           | Sur: La Ceiba y La Lima | Sureste: La Viuda                 |

## Toponimia
Aunque no existen estudios suficientes que acrediten la veracidad de la leyenda, se comenta que el poblado de Fray Benito surge con el nombre de Corralillo tras el asentamiento de algunas familias campesinas en la zona. Nombre que provendría del anterior Corral de Mulas, por ser este precisamente el punto de encuentro y descanso de los jinetes y comerciantes con sus mulas cargadas de mercaderías y comunicaciones a ser distribuidos en la región. Más tarde, en honor a un frayle de nombre Benito, quien durante años aboga por las causas de sus moradores, pasa a ser nombrado como Fray Benito desde principios del siglo XVIII. 
Por la hospitalidad de sus habitantes y la apacible vida de este centro rural, Fray Benito fue conocido además como La Aldea Gentil, título dado en la década de 1940 por Faustino Pérez, propietario y director del periódico Tribuna Libre, editado en Gibara y de amplia circulación en la zona.
El primer documento registrado de que se tiene noticia ya con el nombre de Fray Benito, se trata de la donación de una hacienda de Fray Benito a un vecino llamado Cristóbal de la Cruz, en el año 1744. Dicho escrito fue encontrado en el archivo del notario público Salvador Pérez Fuentes, en Gibara

## Historia

### Período colonial
En 1737 el cabildo de Bayamo inicia el reparto de las zonas costeras con el corral de Arrollo Blanco, pero dicha empleitada no pudo continuar pues la nueva política instaurada por la Dinastía Borbónica traspasó dicho privilegio al gobernador de Santiago de Cuba, quien mercedó el hato de Bariay y los corrales de Potrerillo y Fray Benito en los años 40 del siglo XVIII. A diferencia de otras regiones de la isla, al norte de la jurisdicción de Bayamo la colonización iba desarrollándose desde el interior hacia el litoral. Con el crecimiento de la población, especialmente al norte de la villa de Holguín, se crearon en 1804 las primeras capitanías pedáneas y éstas fueron Maniabón, Auras, Fray Benito y Bariai. 
En 1814 el arzobispo de Santiago de Cuba, respondiendo a una petición de los vecinos de Holguín, aprueba la construcción de una parroquia, formándose expediente e informando de la siguiente manera: "Es necesario erigir una parroquia, auxiliar a la de San José de Holguín... y dar beneficios rurales en los partidos de Auras y del Retrete (Banes)". En aquel entonces se escoge el Retrete de Banes, por ser capitanía y uno de los centros más poblados en la región. Ya en 1820 encontramos en funcionamiento la capilla de Bariay, mismo año en que se da inicio al archivo de la parroquia. La primera inscripción corresponde a la niña Juana María Florentina Pupo y Malbaseas. 
El lugar donde se encontraba la iglesia de Santa Florentina en Bariay, es ocupado hoy por el cementerio local. Fue allí donde comenzó la tradición de los marineros de la Boca y ensenada de Bariay, a que acudieran vestidos a la usanza marinera en larga procesión el día de las fiestas patronales, formando corte a la Santa Florentina y llevándola en andas hasta la parroquia. 
Treinta y tres años más tarde y a causa de la precaria condición de la capilla y el abandono del poblado por sus moradores, Don Luis de Quesada, párroco interino, se vio en la obligación de trasladarse a Fray Benito, poblado a solo dos leguas y con la presencia ya de más de doscientas familias. Fue el padre Claret quien diera oídos a la solicitud humilde y castiza que le dirigieron los principales de Fray Benito, firmándola miembros de los Batista, de la Cruz, Fuentes, García, Góngora, González, Mir, Ochoa, Proenza, Puig, Rojas, Verdecia y de los Zaldívar. Todos estos datos los conservó el padre José Mosaguer, quien fuera párroco de Fray Benito en 1879.
Con el advenimiento de la guerra en 1868 y el estancamiento económico de la región, varias construcciones y propiedades fueron cayendo en la ruina, entre ellas las paredes de la iglesia. El 30 de diciembre de 1873 Gibara y Fray Benito son segregados de la jurisdicción de Holguín, constituyendo Tenencia de Gobierno y Municipio. El 24 de julio de 1874 sin embargo, es desaprobada por Real Orden dicha segregación. Pero el 26 de junio de 1875 otra Real Orden deja sin efecto la anterior, quedando definitivamente constituido el municipio de Gibara. Fray Benito se integra a este término municipal como uno de los cinco distritos, aglutinando a su vez las alcaldías de Fray Benito, Potrerillo, La Palma y Bariay. 
Caracterizada su población por su fidelidad a la Corona española y su apoyo al ejército colonialista, la plaza de Fray Benito es atacada el 11 de enero de 1876 por Antonio Maceo, acción que despierta la conciencia en varios sectores criollos, hasta entonces apáticos o indiferentes a la guerra. Nuevamente, el 2 de junio de 1895, el general Antonio Maceo acampa por más de ocho horas en el poblado de Santa Lucía y con 2 mil hombres irrumpe en Fray Benito, asestando un duro golpe a la guarnición española acantonada y destruyendo algunos de los fortines que rodeaban al pueblo. Serían los primeros reflejos de la contienda en una plaza hasta entonces protegida por las tropas españolas. La guerra estaba haciéndose sentir directamente en los poblados más intrincados de la geografía rural (New York Times, 30 de junio de 1895).
Es precisamente de la región norte del entonces Oriente cubano de donde salen muchísimos de los generales y oficiales del futuro Ejército Libertador. Ambas contiendas en la región dieron inicio a una participación más activa de sus pobladores en la guerra, disminuyendo la influencia y debilitando el apoyo incondicional con el que hasta entonces contaban las filas imperiales. No sería más Fray Benito el refugio seguro para simpatizantes coloniales y todas las capas sociales comenzaron a involucrarse cada vez más en el proceso revolucionario.
Es así que ya en 1879 fue necesaria la primera recomposición de la iglesia parroquial, con una participación popular en la recogida de las donaciones y la aparición ya en esta lista de los nombres de Mirabent, Serrallonga, Roca, Pupo, Soberats y Molina
El 15 de julio de 1921 un fuego incontrolable destruye la antigua iglesia, llegando a devorar incluso el bronce de las campanas. Con diez mil pesos aportados por los vecinos se comienza la construcción de la iglesia actual. El 19 de marzo de 1922, aproximadamente a las 09:30 de la mañana, el padre Daniel Rodríguez bendijo la primera piedra sobre la cual se levantaría la nueva casa de Dios. La piedra, obra artística en cemento, encierra en su interior además del acta firmada por cientos de personas, varias monedas de oro, seis monedas de plata y el ejemplar n.º 1 del periódico local La Idea, además de ejemplares de los rotativos El Triunfo y El Progreso. Cierra la piedra una placa de metal con la fecha de este evento. Dicha piedra fue descendida por los señores Cayetano Salas, Eduardo Soberats Proenza y Ramiro Fiblas. En ese encuentro estuvo reunido el pueblo de Fray Benito y barrios aledaños, así como del término de Holguín, Gibara y Banes. El discurso de apertura fue pronunciado por el Reverendo Gutiérrez y al encerrar el evento tomó la palabra Francisco Álvarez Lage. Inmediatamente se inicia la procesión que llevaran las damas hasta la capilla principal, con la imagen de la Santa Florentina en hombros. Concluido el acto, el señor Martín Pérez ofreció a los invitados en su hogar un espléndido banquete, servido por bellas jóvenes al frente de las cuales se encontraba Apolonia Soberats Proenza (Pola). 
Ocuparon sillas en este banquete: el padre Javier Gutiérrez, de Gibara; Daniel Rodríguez, Rodrigo García, Miguel Puig Proenza, José Pérez Soberats, Francisco Álvarez Lage, Carlos Morejón, Atanagildo Cajigal, Eduardo Soberats Proenza, Francisco González, Eduardo Pérez Soberats y Ramiro Fiblas. Desde allí se trasladaron al hogar del alcalde Miguel Puig Proenza y posteriormente a la vivienda del director del periódico Francisco González Gómez, donde asistieron al bautizo de su hija Dolores Rafaela Valentina (Lolín)

### Desarrollo económico
Por muchos años fue Fray Benito la principal vía de acceso al litoral comprendido entre Carenero, Bahía de Bariay y Bahía de Jururú. Situada en la antigua  Provincia de Oriente,  hasta 1976, la comarca de Fray Benito formó parte de la jurisdicción de Holguín al ser creada ésta como municipalidad en 1752 por Real Orden. Tras la aprobación de Gibara como puerto para la exportación de azúcar, miel y tabaco la zona de Fray Benito se convierte en una de las regiones de significativo desarrollo agrícola y mercantil en la región norte holguinera. Entre 1828 y 1929 es Holguín la segunda región exportadora de tabaco en hojas del país, con una destacada producción en Fray Benito de 1845 a 1865. 
Como consecuencia de la desequilibrada explotación por parte de los comerciantes ya desde 1857, Fray Benito comienza a presentar una sensible disminución del número de plantaciones de tabaco. Sin embargo, entre 1862 y 1866 tiene lugar una interesante proliferación de vegas, ya como centros especializados. Un importante número de esclavos es usado como mano de obra en el territorio entre Gibara y Fray Benito, importante fuerza humana que más tarde se incorporaría al Ejército Libertador al estallar la Guerra de los Diez Años, originando una de las más altas tasas de disminución de población negra rural en el país durante esta contienda.
Desde los inicios de la guerra se produce el crecimiento poblacional más grande de la isla favorecido por la emigración, sobre todo de españoles, particularmente de gallegos y baleares. En 1873 fueron separados de Holguín los partidos de Gibara y Fray Benito, que se convirtieron en Tenencia de Gobierno, con sede en Gibara. 

### Período Neocolonial
Para finales del siglo XIX y comienzos del siglo XX el ambiente socioeconómico en el Oriente cubano registra una cada vez más asentuada competitividad entre tradicionales plazas españolas como Mayarí, Gibara, Buenaventura, Holguín, Victoria de las Tunas y los surgidos centros poblacionales de marcada esencia norteamericana. Desde mediados del siglo XIX varios comerciantes y empresarios principalmente de Estados Unidos vienen interesándose por la fertilidad de las tierras al norte de Santiago de Cuba, la vasta cuenca hidrográfica y la prácticamente desconocida riqueza natural de la región. Asentamientos con marcado estilo estadounidense se van esparciendo por la geografía territorial: Preston, Antilla, Santa Lucía, Banes, Omaha y otros.
La producción minera y las extensas plantaciones bananeras y de caña de azúcar en las nuevas zonas de producción (en manos de poderosas transnacionales como United Fruit Company), compiten abiertamente ante la incapacidad del antiguo modelo colonial en apropiarse de técnicas más revolucionarias. 
La compra por parte de estadounidenses del trapiche Guabajaney, más tarde ingenio Santa Lucía a sólo 7 km de Fray Benito y el consecuente atractivo que genera su crecimiento económico, así como la construcción de un ferrocarril que permite la descarga y venta del azúcar por el puerto de Gibara, deja al margen la participación mercantil fraybenitense. De reconocido punto estratégico que atraía campesinos, ganaderos, comerciantes y pescadores para la venta y compra de innúmeros productos, Fray Benito se transforma en un prácticamente olvidado pueblo interior. Parte importante de su mano de obra marcha por periodos cada vez más prolongados a la procura de trabajo. Sólo décadas después de iniciado el período neo-colonial, Fray Benito recupera paulatinamente su participación comercial en la zona. A partir de 1940 Fray Benito constituye una zona electoral o barrio del recién creado partido judicial y distrito fiscal de Gibara.

### Visita de Fulgencio Batista
El célebre dictador cubano, nacido en la vecina comarca de Banes y bautizado precisamente en la parroquia de Fray Benito, visita el poblado el 8 de septiembre de 1956 Día de la Virgen de la Caridad del Cobre. Es recibido por el comerciante Manolo Pérez Soberats y en su intervención Batista encomienda la construcción del muro, la escalinata y el coro de la iglesia, además de tres aulas. Al salir de la iglesia visita el club Unión Progresista, desde donde se dirigió al pueblo acompañado por el coronel Blanco Rico y por Nicomedes Hernández. Es célebre en la comarca un encuentro del presidente con el vecino Alejandro Saavedra, quien lo acusó del asesinato de Guiteras y tras recibir golpes y encarcelamiento, fue puesto en libertad por el entonces alcalde de Gibara, Arsenio Serrano. Este encuentro demostró la pérdida de popularidad del presidente, incluso en su región natal. 
La visita sería aprovechada por activistas para exigir la liberación del coronel Barquin y declarar la antipatía del pueblo ante el asesinato de Guiteras, acción que fue aplazada por el despliegue de fuerzas y la conocida represión sanguinaria del régimen.

### Acciones guerrilleras
Durante la dictadura de Batista se incrementan las acciones clandestinas y se crean células del movimiento 26 de Julio. Oscar Lucero visita Fray Benito y Lizardo Proenza, un humilde campesino de esta zona, se alza en armas con algunos hombres, adentrándose en la Sierra de Gibara. Allí se mantienen hasta la llegada del pelotón 3 de la columna 14. Otras fuerzas revolucionarias se unen a la columna 16 Enrique Hart, ya en territorio de Banes. El actual territorio de Rafael Freyre queda enmarcado en el Cuarto Frente Simón Bolívar. 
El 12 de noviembre y a solo tres km de Fray Benito se entabla una emboscada a las fuerzas batistianas por parte de la columna 14 al mando de Raúl Castro, a la entrada del caserío de Juan Cantares. A partir de este momento, una amplia zona queda bajo el accionar de las fuerzas rebeldes y los activos de la dictadura permanecen acantonados.

### Periodo revolucionario
Tras ser declarada la nueva constitución socialista del país, es aprobada el 3 de julio de 1976 la Ley n.º 1304 que establece una nueva división político-administrativa. De esta forma Fray Benito es constituido como territorio electoral del recién creado municipio de Rafael Freyre. La única participación del poblado en la economía municipal es la importante producción de papa, así como la creación de un centro de acopio y distribución hasta comienzos de los años ochenta. A partir de este momento desaparece cualquier participación estatal en la vida económica del poblado, hecho que obliga a su creciente masa laboral a una crítica emigración en busca de empleos y puestos de trabajo.
El desarrollo turístico del cercano litoral a partir de 1992 con establecimientos hoteleros de categoría 4 y 5 estrellas en Playa Esmeralda, Playa Pesquero, Guardalavaca; la constitución del parque nacional Cayo Bariay a escasos 7 km de Fray Benito, el reconocimiento de la Marina Internacional Puerto de Vita, así como el creciente prestigio de eventos internacionales anuales como el Festival Internacional de Cine Pobre de Gibara y la Fiesta Iberoamericana en Holguín, han favorecido de alguna manera la reanimación de la depauperada economía en la zona.

## Población
| 1919 | 1931 | 1943 |
| ---- | ---- | ---- |
| 2345 | 2050 | 2655 |

## Relieve
El poblado se encuentra localizado entre las elevaciones y mogotes de mediana altura correspondientes al grupo Maniabón, y la línea costera al norte de la provincia de Holguín, caracterizada por la peculiar formación de bahías de bolsa. Es por ello que Fray Benito presenta una peculiar topografía, con destaque en su calle principal o Calle 5 y la ramificación de otras arterias que descienden o se elevan de acuerdo a las características del terreno. En algunos casos, las colinas han perdido espacio ante el empuje de casas, bohíos y escuelas. Casas de madera con marcado estilo colonial contrastan ante viviendas de concreto en una descuidada urbanización que no hace sino darle un toque diferente al poblado. 
La presencia de algunos arroyos o riachuelos que atraviesan o enmarcan los límites del poblado, le confiere a Fray Benito un permanente aire de apacible antigüedad, donde arboledas, pequeños puentes y colinas dibujan un espacio herido por la continua sequía de los alrededores. Fray Benito viene siendo una especie de oasis en la geografía de sabanas, mogotes y mar tropicales. Desde varios puntos del poblado se distinguen las elevaciones y la misma ciudad de Gibara, sobre todo ante la aparición de las luces nocturnas de la Villa Blanca; los cerros y bahías de Jururú y Bariay, los colores del Atlántico y la también curiosa elevación de la Silla de Gibara, mogote de aspecto singular que constituye otra atracción turística en la zona.

## Arte y religión
Fray Benito es sede de la Parroquia de Santa Florentina del Retrete, fundada en 1820, y una de las 23 parroquias supeditadas a la diócesis de Holguín. En ella se encuentran los libros parroquiales de bautizos y matrimonios de muchas de las familias fundadoras de poblados en la región.
Si bien durante el largo período de dominio español en la isla, Fray Benito se mantiene como baluarte de los valores católicos, manifestado sobre todo en su tradicional Fiesta de Santa Florentina, en el aspecto religioso una nueva presencia de manifestaciones foráneas se va introduciendo en la cotidianeidad de su gente, influenciado por la llegada de inmigrantes norteamericanos y el natural proceso de transculturación: espiritismo de cordón, aparición de casas de oración y templos protestantes, sobre todo bautistas, pentecostales y metodistas, así como la llegada de los primeros Testigos de Jehová. Para la segunda mitad del siglo XX Fray Benito es espejo de la realidad religiosa de la nación, con una importante merma de católicos confesos y una pujante presencia de corrientes afrocubanas y protestantes.
Desde la corta duración del periódico local La Idea en los años 20 del siglo XX, la continua presencia de poetas y trovadores, hasta el advenimiento del periodo revolucionario y el desarrollo de talleres, cursos y programas culturales populares, las distintas manifestaciones artísticas nacionales han recibido eco fecundo en la producción cultural fraybenitense. La apertura de una Casa de Cultura transformada más tarde en Centro Promocional Cultural ha fomentado el rescate de valores tradicionales y el desarrollo de nuevos talentos. Actividades como La Aldea Gentil (abierta el tercer domingo de cada mes con la idea de promover jóvenes valores y fomentar la participación de los creadores) o las peñas plásticas Paleticas de Colores y Pintando Paisajes son ejemplo del continuo quehacer cultural de la comunidad. Por la meritoria participación de la poesía en el ámbito artístico local, fue designado el 28 de diciembre como el Día de la Poesía de Fray Benito.